# 笈川幸司
笈川 幸司（日语：笈川幸司/おいかわ こうじ/Koji Oikawa, 1970年4月20日—）是活跃于中国的著名日语外教。 曾经是日本国会议员秘书，相声（漫才）艺人 。 

## 经历
- 出生于日本埼玉县所泽市。毕业于日本大学文理学院教育系 。
- 在高中时代，是所泽北高中棒球俱乐部的成员，但是成绩乏善可陈。 [1]
- 在大学时代，曾到美国，加拿大，澳大利亚，欧洲，俄罗斯，外蒙，韩国，中国旅行，在旅行中增长了见闻。 [2]
- 大学毕业后，先成为了日本众议院议员秘书，后来辞职为相声（漫才）艺人 。2001年在演艺道路遭遇挫折以后来到中国。 [3]
- 2002年至2011年，在清华大学和北京大学担任日语外教。创造了自己的独特教学方法，曾培养出200多位日语比赛的获胜者。[4]
- 2011年9月，在日本在华大使馆的协助下，开始“日中邦交正常化40周年纪念全国演讲马拉松”，在中国全境开始马拉松式日语教学巡回演讲。 [5]
- 日语马拉松后来发展到欧洲14个国家和地区， 以及日本的关东，关西和九州。 [6] 完成欧洲站演讲后，开始世界巡回日语教学演讲。 [7]
- 2013年6月，从北京外国语大学北京日本学研究中心毕业，取得日语语言学硕士学位。[8]
- 2013年10月14日，成立佳思荣（北京）教育咨询有限公司。[9]
- 2019年 入选《Newsweek》杂志“世界尊敬的100位日本人”。[10]
- 目前（2020年9月）、同时兼任湖南师范大学，成都理工大学，河北农业大学，安徽合肥学院，信阳师范学院，桂林旅游学院，山东德州学院，山东菏泽学院，辽宁辽东学院，厦门城市职业学院的客座教授。

## 人物
- 2001年，在没有任何教师资格或经验的情况下在中国成为了大学日语教师。因为对教学方法毫无头绪，无奈开始和学生讲笑话[11] 。面对不知道怎么回答的学生的问题，用把问题抛给旁听的中国老师的方式摆脱了窘境。[12]
- 从2006年开始，曾经组织北京市的一大批来自各个高校的大学生一起练习日语，并进行演讲会。 [13]
- 自己的座右铭是：“这个世界上没有失败， 我只是还没有成功。” [14]
- 曾被报道评论中国大学生对日本的看法[15] 。 因为曾经到中国300多所大学进行过演讲，他有很多机会从现场了解到中国大学生的心声[16] 。

## 记事
- 2012年，在因为钓鱼岛争端而引发的反日示威游行爆发之前，逆势在北京进行日语特训。 在接受TBS采访时，他的中国学生表示他们遇到的日本人都很亲切有礼貌。[17]
- 2013年9月，在接受日本主持人膳场贵子采访时说：“虽然在一年以前发生了反日游行，中国学生对日本文化的兴趣并没有降低。 电视剧《 半泽直树 》在中国很受欢迎。” [18]
- 2014年4月，在接受每日新闻采访时说，从2001年到2014年，中国学生的生活方式已经完全改变，整个社会在经济上已经变得非常富裕。 [19]
- 2015年3月-2016年3月，担任NHK国际广播电台简单日语节目《笈川老师的金钥匙》的主持人。
- 2019年6月，在富士电视台采访中曾表示，在中国大学任教10年，月薪仅约为5万日元。 现在的大学教师的月薪约为10万日元左右。 [20]
- 2019年10月，参演NHK综合台《逆转人生》，介绍从不成功的搞笑艺人到在中国成为著名日语外教的经历。同时出场的嘉宾为草剪刚。[12]
- 2020年5月，参演NHK综合台《逆转人生》，介绍由于新冠疫情的影响，马拉松日语讲座和特殊训练营无法继续举办，于是开始为在武汉的学生提供免费的在线课程的情况。 [21]
- 2020年8月，参加NHK日本国际传媒华语频道《四海兄弟》。[22]

## 获奖历史
- 2010年，《笈川日语教科书》（大连理工大学出版社）中国书刊发行业协会2010年度全行业畅销书大奖。[23]
- 2016年，因为对在中国的日语教育普及的贡献，获颁日本外务省外务大臣表彰个人奖。[24][25]

## 主要著作
- 2009年，《笈川日语教科书》（ 大连理工大学出版社 ）
- 2013年，《こうして僕は自分の生き方を見つけた》（日语）(东洋出版)[26]